# Gerhard Schulze (Jurist)
Gerhard Schulze (* 26. Januar 1926 in Massanei) ist ein deutscher Staats- und Verwaltungsrechtler und ehemaliger Hochschullehrer.

## Leben und Werk
Nach dem Schulabschluss studierte Schulze und promovierte zum Dr. jur. 1951 wurde er mit der Wahrnehmung einer Dozentur an der Deutschen Akademie für Staats- und Rechtswissenschaften „Walter Ulbricht“ in Potsdam-Babelsberg beauftragt. 1953 wurde er dort offiziell Dozent und 1957 mit einer Professur beauftragt. Er wurde Leiter des Lehrstuhls Staatsrecht der DDR. 1968 habilitierte er sich zum Thema Die Funktion des Rechts im Prozeß sozialistischer staatlicher Führung.
Seine Forschungsbereiche waren Allgemeine Staatslehre, Staats- und Verwaltungsrecht.

## Schriften (Auswahl)
- Die Funktion des Rechts im Prozeß sozialistischer staatlicher Führung. Potsdam 1968.
- (Mitautor): Lenin und der demokratische Zentralismus heute. Berlin 1970.
- Die Novemberrevolution 1918 in Thüringen. Berlin 1972.
- (mit Michael Benjamin): Entwicklung des Territoriums als komplexe Aufgabe. Berlin 1978.
- Staatliche Leitung und Planung im Territorium. Berlin 1980.
- (mit Heidrun Pohl): Anliegen der Bürger – wie werden sie bearbeitet? Berlin 1984.
- Wegbereiter der marxistisch-leninistischen Staats- und Rechtswissenschaft der DDR. Potsdam-Babelsberg 1986.